# 绛州
绛州，中国南北朝时设置的州。
北周武成二年（560年）改东雍州置，治所在龙头城（今山西省闻喜县东北）。后徙治柏壁城（今山西省新绛县西南），建德六年（577年）又徙治玉壁城（今山西省稷山县西南）。隋朝开皇三年（583年）徙治临汾县（后改为正平县，即今新绛县）。大业三年（607年），改为绛郡。
唐朝武德元年（618年）复为绛州。天宝元年（742年）改为绛郡，乾元元年（758年）又改为绛州。属河东道。户八万二千二百四，口五十一万七千三百三十一。下领七县：正平县、太平县、曲沃县、翼城县、绛县、闻喜县、垣县。辖境相当今山西省曲沃、稷山、绛县、新绛、翼城、万荣、河津、襄汾、夏县、垣曲、闻喜等县市地。
金朝兴定二年（1218年）升为晋安府。元朝初年，为绛州行元帅府，河、解二州诸县皆隶焉。后罢元帅府，仍为绛州，隶平阳路（后改晋宁路）。下领七县：正平县、太平县、曲沃县、翼城县、稷山县、绛县、垣曲县。
明朝初年，省正平县入州。属平阳府。清朝雍正二年（1724年）升为绛州直隶州。1912年废州，改本州为新绛县。
| 隋代行政区划变遷 | 隋代行政区划变遷     | 隋代行政区划变遷 | 隋代行政区划变遷 | 隋代行政区划变遷     | 隋代行政区划变遷 | 隋代行政区划变遷 | 隋代行政区划变遷 | 隋代行政区划变遷                                    |
| 区划             | 開皇元年             | 開皇元年         | 開皇元年         | 開皇元年             | 開皇元年         | 開皇元年         | 区划             | 大業3年                                             |
| ---------------- | -------------------- | ---------------- | ---------------- | -------------------- | ---------------- | ---------------- | ---------------- | --------------------------------------------------- |
| 州               | 絳州                 | 絳州             | 絳州             | 邵州                 | 晋州             | 晋州             | 郡               | 絳郡                                                |
| 郡               | 正平郡               | 絳郡             | 高涼郡           | 邵郡                 | 平河郡           | 北絳郡           | 县               | 正平县 聞喜县 曲沃县 絳县 稷山县 垣县 太平县 翼城县 |
| 县               | 臨汾县 聞喜县 曲沃县 | 絳县 小乡县      | 高涼县           | 亳城县 清廉县 蒲原县 | 太平县           | 北絳县           | 县               | 正平县 聞喜县 曲沃县 絳县 稷山县 垣县 太平县 翼城县 |

| 唐朝绛州辖县 | 唐朝绛州辖县                                                                                   |
| ------------ | ---------------------------------------------------------------------------------------------- |
| 618年        | 正平县、曲沃县、闻喜县、稷山县、太平县                                                         |
| 621年        | 正平县、曲沃县、闻喜县、稷山县、太平县（翼城县、绛县、小乡县来属）                             |
| 626年        | 正平县、曲沃县、闻喜县、稷山县、太平县、翼城县、绛县（废除小乡县）                             |
| 627年        | 正平县、曲沃县、闻喜县、稷山县、太平县、翼城县、绛县（垣县来属）                               |
| 633年        | 正平县、曲沃县、闻喜县、稷山县、太平县、翼城县、绛县、垣县                                     |
| 643年        | 正平县、曲沃县、闻喜县、稷山县、太平县、翼城县、绛县、垣县（夏县、龙门县、万泉县来属）         |
| 662年        | 正平县、曲沃县、闻喜县、稷山县、太平县、翼城县、绛县、夏县、龙门县、万泉县（垣县改属洛州）     |
| 666年        | 正平县、曲沃县、闻喜县、稷山县、太平县、翼城县、绛县、夏县、龙门县、万泉县（垣县来属）         |
| 692年        | 正平县、曲沃县、闻喜县、稷山县、太平县、翼城县、绛县、夏县、龙门县、万泉县（垣县改属洛州）     |
| 701年        | 正平县、曲沃县、闻喜县、稷山县、太平县、翼城县、绛县、龙门县、万泉县（夏县改属陕州）           |
| 701年        | 正平县、曲沃县、闻喜县、稷山县、太平县、翼城县、绛县、龙门县、万泉县（夏县来属）               |
| 702年        | 正平县、曲沃县、闻喜县、稷山县、太平县、翼城县、绛县、夏县、龙门县、万泉县（垣县来属）         |
| 760年        | 正平县、曲沃县、闻喜县、稷山县、太平县、翼城县、绛县、龙门县、万泉县、垣县（夏县改属陕州）     |
| 787年        | 正平县、曲沃县、闻喜县、稷山县、太平县、翼城县、绛县、龙门县、万泉县（垣县改属陕州）           |
| 808年        | 正平县、曲沃县、闻喜县、稷山县、太平县、翼城县、绛县、龙门县、万泉县（垣县来属）               |
| 819年        | 正平县、曲沃县、闻喜县、稷山县、太平县、翼城县、绛县、龙门县、万泉县、垣县（襄陵县来属）       |
| 827年        | 正平县、曲沃县、稷山县、太平县、翼城县、绛县、龙门县、万泉县、垣县、襄陵县（闻喜县改属河中府） |
| 891年        | 正平县、曲沃县、稷山县、太平县、翼城县、绛县、垣县、襄陵县（龙门县、万泉县改属河中府）         |
| 898年        | 正平县、曲沃县、太平县、翼城县、绛县、垣县、襄陵县（稷山县改属河中府）                         |
| 905年        | 正平县、曲沃县、太平县、翼城县（改为浍川县）、绛县、垣县、襄陵县                               |

## 刺史
| 唐朝绛州刺史 - 许文宝（618年） - 李琛（619年—620年） - 罗士信（621年） - 杨林甫（武德年间） - 薛世良（628年） - 杜孝卿（贞观年间） - 薛怀昱（贞观年间） - 李元轨（636年—642年） - 李元礼（647年—653年） - 李贞（显庆年间） - 李崇义（龙朔年间） - 李元懿（总章年间—673年） - 杨琮（唐高宗时） - 孔祯（唐高宗时） - 李灵夔（683年） - 李素节（684年） - 李元嘉（687年—688年） - 薛象之（武周时） - 武攸止（武周时） - 李承业（武周时） - 于知微（武周末年） - 卢玢（神龙年间） - 源匡度（唐中宗时） - 成大琬（708年—709年） - 赵彦昭（710年） | - 张锡（710年） - 徐坚（712年） - 李朝隐（713年） - 李范（714年） - 李宪 - 李湛（开元初年） - 李撝（718年—720年） - 韩思复（721年—722年） - 宋宣远（731年） - 卢从愿（731年） - 宋遥（733年） - 萧仲豫（开元年间） - 裴伷先（739年） - 严挺之（741年—742年） - 呂東（759年） - 苏震（759年） - 李国贞（761年—762年） - 仆固怀恩（762年） - 高武光（762年） - 李栖筠（广德年间） - 崔睦（大历年间） - 李萱（大历年间） - 李勋（大历年间） - 裴依训（唐代宗、唐德宗时） - 王克同（784年） | - 郑叔规（贞元初年） - 庞詧（792年） - 姚齐梧（795年） - 韦武（796年） - 杨於陵（803年，未任） - 裴成甫（803年-807年） - 冯某（807年） - 张圆（809年之前） - 李翛（812年） - 郑敬（815年） - 李宪（815年） - 卢常师（817年） - 卢元辅（元和末年） - 刘元鼎（元和末年） - 崔弘礼（821年—822年） - 樊宗师（823年） - 贾直言（約825年） - 裴锐（829年） - 于季友（开成年间） - 皇甫曙（840年） - 李褒（842年） - 夏侯孜（849年—850年） - 李暨（851年—852年） - 狄惟谦（大中年间） - 郑茂休（咸通初年） | - 郑枢（862年） - 源重（864年） - 张温其（咸通年间） - 杨损（871年之前） - 裴德符（871年） - 杨知远（咸通年间） - 韦承造（874年—875年） - 郑畋（乾符年间） - 瞿稹（881年） - 唐彦谦（882年—883年） - 王友遇（888年） - 张行恭（890年） - 郑某（景福年间） - 王瑶（894年—895年） - 陶建钊（901年之前） - 何絪（901年） - 张归厚（902年—903年） - 独孤先 - 吉琰 - 薛记 - 宋守敬 - 崔某 - 王凝 |